# فريدريك ألفيس
فريدريك ألفيس (بالدنماركية: Frederik Alves Ibsen)‏ هو لاعب كرة قدم دنماركي في مركز الدفاع، ولد في 8 نوفمبر 1999 في Hvidovre ‏ في الدنمارك. لعب مع نادي سيلكيبورج.

## وصلات خارجية
- فريدريك ألفيس على موقع الاتحاد الأوربي (الإنجليزية)
- فريدريك ألفيس على موقع قاعدة بيانات كرة القدم.إي يو (الإنجليزية)
- فريدريك ألفيس على موقع Soccerbase.com (لاعب) (الإنجليزية)
- فريدريك ألفيس على موقع Soccerway.com (الإنجليزية)
- فريدريك ألفيس على موقع عالم كرة القدم.نت (الإنجليزية)